# Rosanna Cantavella
Roser Anna Cantavella Chiva, coneguda com a Rosanna Cantavella (Vila-real, 1957), és una filòloga valenciana experta en literatura catalana medieval i humanitats digitals.
Exercix de catedràtica, ha investigat el rol de la dona i de la sexualitat en l'edat mitjana i les seues obres literàries i forma part de diverses acadèmies i institucions literàries, amb participació intermitent en setmanaris i mitjans de comunicació.

## Trajectòria
Llicenciada en Filologia Hispànica en la Universitat de València, hi ha desenvolupat tota la seua trajectòria professional. Es va doctorar en 1987 amb la tesi El debat pro i antifeminista a la literatura catalana medieval i després va passar a exercir-hi com a catedràtica, amb estades de recerca en la Queen Mary University of London, en la Universitat de Londres i en la Universitat de Cambridge. En esta última, fon declarada membre vitalici de la institució Clare Hall.
El seu àmbit de recerca es basa en la presència de la dona en obres d'autors medievals com Bernat Metge i Roís de Corella. També ha investigat sobre la figura d'Isabel de Villena, sobre la poesia d’Ausiàs March i sobre l'educació sexual en l'edat mitjana. Pel que fa a la docència, imparteix Filologia Catalana i Humanitats Digitals i aposta per la difusió de les TIC en l'aprenentatge lingüístic i literari, especialment a través de Viquitexts.
Cantavella també pertany a la Reial Acadèmia de Bones Lletres de Barcelona, a l'Associació Hispànica de Literatura Medieval i ha dirigit la revista Magnificat Cultura i Literatura Medievals.
Entre les seues obres publicades, destaquen Protagonistes femenines a la «Vita Christi» d’Isabel de Villena (1987), Jaume Gassull: Obra religiosa (1989), Alfons el Vell. Lletra a sa filla Joana, de càstig e bons nodriments (2012) o també El «Facet», una ‘ars amandi’ medieval (2013). En l'entorn periodístic, ha col·laborat puntualment en El Temps, El País i Saó, entre d'altres.